# Leerafdeling
Een leerafdeling is een verpleegafdeling binnen een ziekenhuis, verzorgingshuis, psychiatrisch ziekenhuis of verpleeghuis in Nederland waar het merendeel van het personeel uit verzorgenden en/of verpleegkundigen in opleiding bestaat. De leerafdeling is ontstaan in Nederland en telde in januari 2010 200 leerafdelingen. Het concept leerafdeling doet langzaam ook zijn intrede binnen Belgische gezondheidsinstellingen.

## Kenmerken
Een aantal kenmerken van leerafdelingen:
- Er zijn circa tien leerlingen aanwezig die de opleiding tot verpleegkundige of verzorgde volgen.
- Onder begeleiding van een gediplomeerd persoon dienen de leerlingen de afdeling draaiende te houden.
- De afdeling werkt samen met een hogeschool of MBO-school.
- Leerlingen zouden na hun opleiding beter ingewerkt zijn.

## Ontstaan
In 2000 constateerde het Nederlandse ministerie van Onderwijs, Cultuur en Wetenschap dat er door veranderingen in de structuur van de opleidingen met name in de zorg een enorm tekort aan stageplaatsen was. Een aantal jaren later bleek dat, ondanks verschillende maatregelen, het aantal stageplaatsen nog steeds niet voldoende was. Hierop kreeg de organisatie Calibris, die namens de overheid toezicht houdt op stageplaatsen binnen de sector zorg en welzijn, van het ministerie de opdracht voor dit probleem een oplossing te bedenken. Het was niet het enige probleem, ook was de kwaliteit van de middelbare en hogere beroepsopleidingen laag en waren afgestudeerde leerlingen vaak onvoldoende toegerust voor de praktijk. Calibris adviseerde in 2005 met positief gevolg de overheid om over te gaan tot het doen realiseren van de leerafdelingen.

## Voorbeelden in Nederland
Voorbeelden van instellingen in Nederland met een leerafdeling.

### Ziekenhuizen[4]
- Academisch Medisch Centrum, cardio-thoracale chirurgie
- Albert Schweitzer Ziekenhuis
- Antonius Ziekenhuis, orthopedie, neurologie en longziekten
- Atrium Medisch Centrum Parkstad, chirurgie
- BovenIJ Ziekenhuis, orthopedie
- Canisius-Wilhelmina Ziekenhuis, orthopedie, urologie, chirurgie, cardiologie en gynaecologie
- De Tjongerschans
- Deventer Ziekenhuis
- Diaconessenhuis Meppel
- Diakonessenhuis Utrecht, neurologie
- Dijklander Ziekenhuis, interne geneeskunde en oncologie

- Erasmus Medisch Centrum, neurochirurgie, kinderchirurgie en cardiologie
- Groene Hart Ziekenhuis, geriatrie
- HagaZiekenhuis
- Isala Klinieken
- Laurentius Ziekenhuis
- Martini Ziekenhuis
- Meander Medisch Centrum
- Medisch Centrum Alkmaar
- Medisch Spectrum Twente, neurologie en longziekten
- Nij Smellinghe
- Refaja Ziekenhuis
- Rijnstate, neurologie, orthopedie en chirurgie

- Röpcke-Zweers Ziekenhuis
- Ruwaard van Putten Ziekenhuis
- Scheper Ziekenhuis
- Sint Anna Ziekenhuis
- Sint Franciscus Gasthuis, orthopedie en longziekten
- Slingeland Ziekenhuis
- Vie Curi Medisch Centrum
- Westfriesgasthuis
- Wilhelmina Ziekenhuis Assen
- Zaans Medisch Centrum, neurologie
- Ziekenhuis Gelderse Vallei
- Ziekenhuis Walcheren
- ZorgSaam Zeeuws-Vlaanderen locatie Antonius

### Psychiatrisch ziekenhuizen
- BAVO Europoort, ouderenpsychiatrie
- Delta Psychiatrisch Centrum, verslavingszorg
- Emergis
- GGNet
- GGZ Delfland
- GGZ Midden-Holland, langdurige zorg
- GGZ Nijmegen
- GGZ Oost-Brabant, ouderenpsychiatrie
- GGZ Eindhoven
- Mediant GGZ
- RIBW Den Haag
- Symfora Groep
- Zwolse poort GGZ

### VVT-sector
- Zorg in Oktober, thuiszorg